# Antoni Grabarczyk
Antoni Grabarczyk (ur. 12 marca 1949 w Kluczborku, zm. 7 listopada 2007 w Gdańsku) – polski robotnik, działacz opozycji w okresie PRL.

## Życiorys
Uczył się w zasadniczej szkole zawodowej w Dąbiu. Pracował jako mechanik w różnych przedsiębiorstwach, od 1972 zatrudniony w Zarządzie Portu Gdańsk jako operator sprzętu zmechanizowanego. W sierpniu 1980 współorganizował strajk w zakładzie. Do „Solidarności” należał od września 1980, w 1981 był delegatem na I Walne Zebranie Delegatów Regionu Gdańskiego. Po wprowadzeniu w Polsce stanu wojennego w dniach 13–19 grudnia 1981 organizował strajk w Zarządzie Portu Gdańsk. Po pacyfikacji pozostawał w ukryciu. Aresztowano go w maju 1982, po czym skazano na karę siedem i pół roku pozbawienia wolności, został zwolniony pod koniec 1984. Ponownie aresztowano go we wrześniu 1985, przez jeden rok był więziony bez prawomocnego skazania. Należał do ścisłych władz podziemnej „Solidarności” w ZPG i Regionie Gdańskim.
Od stycznia 1987 do stycznia 1988 pracował w Zakładzie Budowlanym Andrzej Morkowski. W sierpniu 1988 współorganizował strajk w Zarządzie Portu Gdańsk. W latach 1988–1990 był zatrudniony w Spółdzielni Pracy Usług Wysokościowych „Świetlik”, od października 1990 ponownie pracował w ZPG.
Został odznaczony Krzyżem Komandorskim Orderu Odrodzenia Polski (2006).
Pochowany na cmentarzu Łostowickim w Gdańsku.